# Suveranitate

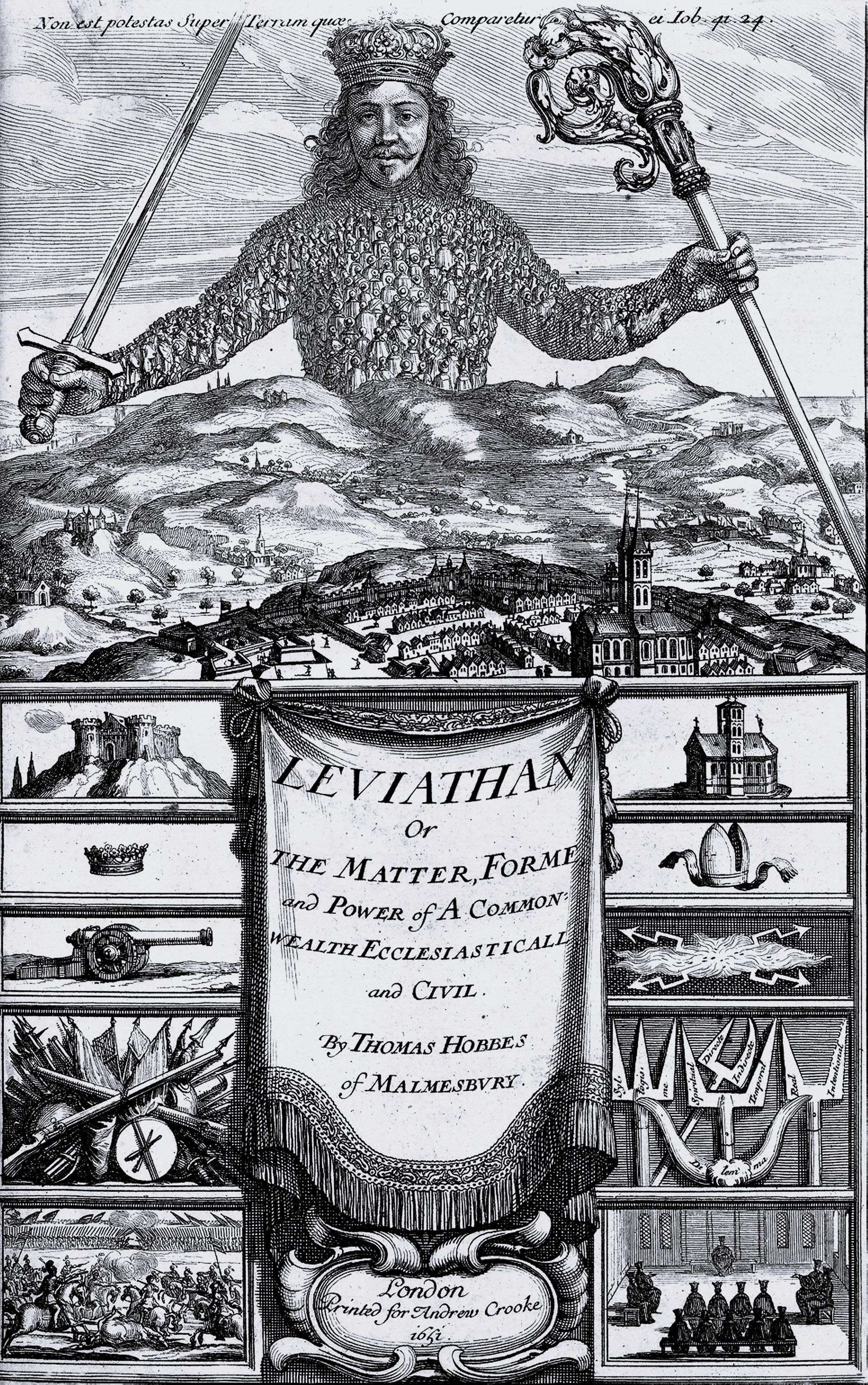
Frontispiciul lucrării Leviathan de Thomas Hobbes (1651), înfățișând Suveranul ca un corp gigantic, purtând o sabie și un crosier, alcătuit dintr-o multitudine de indivizi.

Suveranitatea poate fi definită, în linii mari, ca autoritate supremă. Suveranitatea implică o ierarhie internă într-un stat, precum și autonomie externă a statelor. În orice stat, suveranitatea este atribuită persoanei, autorității sau instituției care deține puterea supremă asupra altor persoane și dreptul de a modifica legile existente. În teoria politică, suveranitatea este un concept esențial, desemnând autoritatea legitimă supremă asupra unei entități politice. În dreptul internațional, suveranitatea reprezintă exercitarea puterii de către un stat. Suveranitatea de jure se referă la dreptul legal de a exercita această putere, în timp ce suveranitatea de facto se referă la capacitatea reală de a o implementa. Acesta devine un subiect de preocupare atunci când există o disonanță între suveranitatea de jure și suveranitatea de facto, iar acestea nu coexista în același loc și moment sau nu sunt exercitate de aceeași autoritate politică.
În evoluția conceptului, teoreticieni politici precum Jean Bodin și Thomas Hobbes au subliniat importanța suveranității ca fundament al ordinii politice și al stabilității sociale. În prezent, suveranitatea este un subiect de dezbatere intensă, în special în contextul globalizării, al integrarea instituțiilor supranaționale (precum Uniunea Europeană), care limitează autoritatea statului național, și al provocărilor legate de intervențiile internaționale în state autoritare pentru protejarea drepturilor omului.

## Etimologie
Termenul provine din latina vulgară neatestată superanus (un derivat din latinescul super – „peste”), care înseamnă „șef” sau „conducător”. În limba română, cuvântul suveranitate își are originea în această rădăcină latină, dar a intrat în uz prin intermediul limbii franceze, prin termenul souveraineté, reflectând influența puternică a limbii franceze asupra terminologiei juridice și politice românești.

## Concepte
Conceptul de suveranitate a avut multiple componente contradictorii, definiții variate și aplicații diverse și inconsistente de-a lungul istoriei. Noțiunea contemporană de suveranitate a statului include patru aspecte esențiale: teritoriu, populație, autoritate și recunoaștere. Conform lui politologului american Stephen D. Krasner, suveranitatea poate fi înțeleasă în patru moduri distincte:
- Suveranitatea internă – controlul efectiv asupra unui stat exercitat de o autoritate organizată în interiorul acestuia
- Suveranitatea interdependenței – controlul efectiv asupra mișcării peste granițele statului
- Suveranitatea juridică internațională – recunoașterea formală din partea altor state suverane
- Suveranitatea westfalică – absența oricărei autorități externe în stat, în afară de suveranul intern (alte autorități pot include organizații politice sau agenți externi).

Adesea, aceste patru aspecte sunt interconectate, dar nu întotdeauna – ele nu se influențează reciproc și există exemple istorice de state care erau nesuverane într-un aspect, dar în același timp suverane în altul. Immanuel Wallerstein subliniază că suveranitatea reprezintă o pretenție ce trebuie recunoscută pentru a avea semnificație:
| “ | „Suveranitatea este o tranzacție ipotetică în care două părți, de obicei aflate în conflict, respectând realitățile de facto ale puterii, schimbă recunoașteri ca pe o strategie cu costuri minime.” | ” |

Suveranitatea include și două componente suplimentare care merită menționate: suveranitatea empirică și suveranitatea juridică. Suveranitatea empirică se concentrează pe legitimitatea celor care controlează un stat și pe legitimitatea modului în care aceștia își exercită puterea. De exemplu, Charles Tilly descrie cazuri istorice în care nobilii europeni aveau dreptul să exercite prerogative private, iar constituțiile regionale, cum ar fi Ustagele din Catalonia, recunoșteau aceste drepturi, ilustând astfel suveranitatea empirică. Așa cum notează David Samuel, un stat trebuie să aibă o autoritate desemnată, fie un individ, fie un grup, care să acționeze în numele poporului. Suveranitatea juridică pune accent pe recunoașterea internațională a dreptului unui stat de a-și exercita controlul fără interferențe externe. În acest sens, Jackson, Rosberg și Jones explică cum suveranitatea și supraviețuirea statelor africane au fost influențate în mare măsură de recunoașterea legală mai degrabă decât de sprijinul material. Douglass North remarcă faptul că instituțiile necesită o structură, iar aceste două forme de suveranitate pot contribui la dezvoltarea acesteia.
În trecut, Organizația Națiunilor Unite a acordat o importanță semnificativă suveranității juridice, promovându-i principiul frecvent. Totuși, în prezent, se observă o orientare către consolidarea suveranității empirice. Michael Barnett sugerează că această schimbare este un rezultat al erei post-Război Rece, când Organizația Națiunilor Unite a considerat că, pentru a menține relații pașnice, statele trebuie să stabilească pacea în interiorul propriilor teritorii. De fapt, teoreticienii au remarcat că, în perioada post-Război Rece, accentul s-a pus pe faptul că structurile interne puternice contribuie la promovarea păcii între state. De exemplu, Zaum afirmă că multe state afectate de Războiul Rece, aflate în dificultate, au primit ajutor pentru a-și consolida suveranitatea prin „statalitatea empirică”.

## Istorie

### Epoca antică
Juristul roman Ulpian a observat că:
- „Poporul a transferat întreaga sa imperium (autoritate) și putere împăratului. Cum lege regia, quae de imperio eius lata est, populus ei et in eum omne suum imperium et potestatem conferat” (Digest I.4.1)
- „Legile nu îl leagă pe împărat. Princeps legibus solutus est” (Digest I.3.31)
- „O decizie a împăratului are forța legii. Quod principi placuit legis habet vigorem” (Digest I.4.1)

Ulpian exprima ideea că împăratul exercita o formă de suveranitate absolută, provenită din voința poporului, deși nu utiliza în mod expres termenul de „suveranitate”.

### Epoca mijlocie
Afirmațiile lui Ulpian erau cunoscute în Europa medievală, însă în această perioadă conceptul de suveranitate a evoluat semnificativ. Monarhii medievali nu erau cu adevărat suverani în sensul puternic al termenului, deoarece erau limitați de și împărțeau puterea cu aristocrația feudală. În plus, autoritatea lor era restricționată de tradiții și obiceiuri, iar suveranitatea era percepută mai mult ca un drept divin sau religios al monarhilor, care considerau că puterea lor provenea direct de la Dumnezeu și nu putea fi contestată de autoritățile terestre. Această viziune se baza pe principiul „dreptului divin al regilor” care definea autoritatea monarhilor asupra regatelor lor.
Chiar și în acest cadru teocratic, suveranitatea monarhică nu era absolută. Puterea regilor era limitată de relațiile de vasalitate cu nobilimea feudală, iar monarhii trebuiau să împartă autoritatea cu aceștia. Astfel, suveranitatea era un concept legat atât de drepturile juridice ale regilor și nobilimii, cât și de relațiile lor de putere mutuală.
În perioada medievală târzie și la începutul modernității timpurii, suveranitatea a evoluat către un concept mai centralizat, pe măsură ce statele naționale începeau să se consolideze. Astfel, noțiunea de suveranitate s-a transformat, iar autoritatea regală a fost treptat consolidată, punându-se astfel bazele statelor moderne și ale teoriei politice contemporane asupra suveranității.

### Epoca reformei protestante
Suveranitatea a reapărut ca un concept la sfârșitul secolului al XVI-lea, într-o perioadă în care războaiele civile generau o dorință acută pentru o autoritate centrală mai puternică, monarhii începând să adune puterea în propriile mâini, pe seama nobilimii, iar statul național modern începea să se contureze. Jean Bodin, ca reacție parțială la haosul provocat de războaiele religioase din Franța, a formulat teorii ale suveranității care susțineau o autoritate centrală puternică, sub forma monarhiei absolute. În tratatul său din 1576 Les Six Livres de la République („Cele Șase Cărți ale Republicii”), Bodin argumenta că este intrinsec naturii statului ca suveranitatea să fie:
- Absolută: Bodin susținea că suveranul trebuie să fie înconjurat de obligații și condiții, să poată legifera fără consimțământul subiecților săi, să nu fie legat de legile predecesorilor săi și să nu poată fi legat de propriile sale legi, din motive de logică.
- Perpetuă: Suveranitatea nu trebuie să fie delegată temporar, cum s-ar întâmpla cu un lider puternic în caz de urgență sau cu un funcționar public, precum un magistrat. Bodin sublinia că suveranitatea trebuie să fie perpetuă, deoarece oricine ar avea puterea de a impune un termen limită asupra puterii guvernante ar trebui să fie superior acesteia, ceea ce ar fi imposibil dacă puterea guvernantă este absolută.

Tratatul său este adesea considerat primul text european care teoretizează suveranitatea statului.
Bodin respingea ideea transferului suveranității de la popor la conducător (cunoscut și ca suveranul); legea naturală și legea divină conferă suveranului dreptul de a guverna. Suveranul nu este deasupra legii divine sau a legii naturale, ci doar deasupra legii pozitive (adică legilor create de oameni). El sublinia că suveranul trebuie să respecte reguli fundamentale derivând din legea divină, legea naturii sau rațiunii, legea comună tuturor națiunilor (jus gentium), precum și legile fundamentale ale statului care stabilesc cine este suveranul, cine îi succede în suveranitate și care sunt limitele puterii suveranului. Astfel, suveranul lui Bodin era restricționat de legea constituțională a statului și de legea superioară considerată universal obligatorie pentru toți oamenii. Faptul că suveranul trebuie să respecte legea divină și legea naturală impunea constrângeri etice asupra acestuia. Bodin susținea, de asemenea, că lois royales, legile fundamentale ale monarhiei franceze care reglementau succesiunea și alte aspecte esențiale, sunt legi naturale și sunt obligatorii pentru suveranul francez.
În ciuda angajamentului său față de absolutism, Bodin exprima opinii mai moderate referitoare la modul de funcționare practic a guvernării. El considera că, deși suveranul nu este obligat să o facă, ar fi recomandat ca acesta să convoace un senat pentru a obține sfaturi, să delege o parte din putere magistraților pentru administrarea eficientă a legii și să utilizeze stările ca mijloc de comunicare cu poporul. Bodin credea că „cea mai divină, cea mai excelentă și forma de stat cea mai potrivită pentru regalitate este guvernată parțial aristocratic și parțial democratic”.
Teoriile lui Bodin au apărut într-o perioadă marcată de mari tensiuni politice și religioase, în urma războaielor religioase din Franța. Astfel, Bodin a fost unul dintre primii care au formulat ideea că, pentru a restabili ordinea și stabilitatea în stat, suveranitatea ar trebui concentrată în mâinile unui monarh absolut, care să nu depindă de voința nobilimii sau de influențele externe. Teoriile sale despre suveranitate au jucat un rol important în consolidarea puterii statale și în prevenirea dezordinii, marcând o piatră de temelie în evoluția statului național modern.

### Epoca luminilor
În perioada Iluminismului, ideea suveranității a căpătat o forță atât juridică, cât și morală, devenind descrierea principală din Occident a semnificației și puterii statului. Un element esențial a fost introducerea „Contractului social” ca mecanism pentru fundamentarea suveranității, teorie acceptată pe scară largă până la începutul secolului XIX, în special în noile State Unite ale Americii și Franța, dar și în Marea Britanie, deși într-o măsură mai restrânsă.
Thomas Hobbes, în cartea sa Leviathan (1651), a propus o viziune asupra suveranității similară celei a lui Bodin, care abia dobândise statutul juridic în urma „Păcii de la Westfalia”, însă din motive diferite. Hobbes a formulat prima versiune modernă a teoriei contractului social (sau teoriile contractariene), argumentând că, pentru a depăși viața „neplăcută, brută și scurtă” ce caracterizează existența umană fără cooperarea altora, oamenii trebuie să se unească într-o „comunitate” și să se supună unei „Puteri suverane” care îi poate constrânge să acționeze în interesul comun. Hobbes a fost astfel primul care a subliniat că relațiile dintre popor și suveran nu se bazează pe supunerea naturală, ci pe negociere.(p10) Argumentul său de necesitate a fost un factor decisiv pentru susținătorii timpurii ai suveranității. Hobbes a consolidat definiția suveranității dincolo de concepțiile Westfaliană și Bodiniană, enunțând că aceasta trebuie să fie:
- Absolută: Suveranul nu poate fi supus condițiilor decât dacă ar exista un arbitru extern care să stabilească dacă a încălcat aceste condiții, caz în care suveranul nu ar mai fi autoritatea supremă.
- Indivizibilă: Suveranul este unica autoritate supremă în teritoriul său; nu împarte autoritatea supremă cu nicio altă entitate. Hobbes susținea că acest principiu este fundamental, deoarece, altfel, nu ar exista niciun mod de a rezolva un conflict între autoritățile multiple.

Potrivit lui Hobbes, suveranitatea este încredințată conducătorului de către popor, în schimbul menținerii siguranței fizice a acestora. Astfel, atunci când conducătorul nu își îndeplinește rolul, poporul recuperează capacitatea de a se proteja, formând un nou contract.
Teoriile lui Hobbes au influențat profund conceptul de suveranitate prin prisma teoriei contractului social. Definiția suveranității populare a lui Jean-Jacques Rousseau (1712–1778) (cu antecedente în teoria lui Francisco Suárez privind originea puterii) susține că poporul este suveranul legitim. Rousseau considera suveranitatea ca fiind inalienabilă, condamnând distincția dintre originea și exercitarea suveranității, distincție pe care se bazează monarhia constituțională sau democrația reprezentativă. John Locke și Montesquieu sunt, de asemenea, figuri cheie în evoluția conceptului de suveranitate, având viziuni diferite față de cele ale lui Rousseau și Hobbes, mai ales în privința alienabilității suveranității.
În al doilea volum al lucrării sale Du Contrat Social, ou Principes du droit politique (1762), Rousseau explorează suveranitatea și drepturile sale. Suveranitatea, sau voința generală, este inalienabilă, căci voința nu poate fi transmisă; este indivizibilă, întrucât este esențialmente generală; este infailibilă și întotdeauna corectă, fiind limitată doar de interesul comun; acționează prin legi. Legea este decizia voinței generale referitoare la un obiect de interes comun, dar, deși voința generală este întotdeauna corectă și urmărește binele, judecata sa nu este întotdeauna iluminată, iar de aici provine necesitatea legiuitorului. Totuși, legiuitorul nu are autoritate proprie; el este doar un ghid care propune legi, iar doar poporul (adică suveranul sau voința generală) are autoritatea de a le crea și impune.
Rousseau, în Contractul Social, susținea că „creșterea statului, prin oferirea de noi puteri celor care dețin autoritatea publică, creează mai multe oportunități de abuz al acesteia; cu cât guvernul necesită mai multă forță pentru a controla poporul, cu atât suveranul trebuie să dispună de mai multă forță pentru a controla guvernul.” În viziunea sa, suveranul este „o ființă colectivă uimitoare” (Cartea II, Capitolul I), născută din „voința generală” a poporului, și că „ceea ce oricine, oricare ar fi el, ordonă de unul singur, nu este lege” (Cartea II, Capitolul VI). Rousseau postula că poporul are o modalitate obiectivă de a determina voința generală, ceea ce susținea maximul juridic: „nu există lege fără suveran.”
Conform lui Hendrik Spruyt, statul suveran a apărut ca o reacție la schimbările din comerțul internațional (formarea de coaliții care doreau state suverane), astfel încât apariția statului suveran nu a fost inevitabilă; „a apărut datorită unei conjuncturi specifice de interese sociale și politice în Europa.”
Odată ce statele sunt recunoscute ca suverane, acestea sunt rareori recolonizate, fuzionate sau dizolvate.

### Ordinea mondială de după Al Doilea Război Mondial
Astăzi, niciun stat nu mai este suveran în sensul în care era înainte de Al Doilea Război Mondial. Acordurile și instituțiile de guvernanță transnațională, economia globalizată și uniunile de suveranitate, cum ar fi Uniunea Europeană, au erodat suveranitatea statelor tradiționale. Mișcarea de secole care a construit un sistem global de state suverane a ajuns la un punct de cotitură atunci când excesele celui de-al Doilea Război Mondial au demonstrat clar că era necesară o restrângere a drepturilor statelor suverane pentru a preveni cruzimi și nedreptăți viitoare. În perioada imediat premergătoare războiului, teoreticianul național-socialist Carl Schmitt susținea că suveranitatea trebuia să aibă primat asupra constrângerilor constituționale și internaționale, argumentând că statele, ca entități suverane, nu puteau fi judecate sau pedepsite. După Holocaust, majoritatea statelor au respins permisiunea anterioară oferită de Tratatul de la Westphalia față de astfel de formulări ale suveranității bazate pe putere supremă și au semnat Declarația Universală a Drepturilor Omului în 1948. Aceasta a marcat prima etapă spre limitarea puterilor statelor suverane, urmată rapid de Convenția privind Genocidul, care obliga statele să pedepsească genocidul.
Pe baza acestora și a altor acorduri privind drepturile omului, începând cu 1990, s-a manifestat practic această restrângere a suveranității, atunci când principiul westphalian al non-intervenției nu a mai fost respectat în cazurile în care Organizația Națiunilor Unite sau alte organizații internaționale sprijineau o acțiune politică sau militară. Acțiunile din Iugoslavia, Bosnia, Kosovo, Somalia, Rwanda, Haiti, Cambodgia sau Liberia, care anterior ar fi fost considerate interferențe ilegale în afacerile interne ale statelor, au fost în schimb acceptate ca intervenții legitime. În 2005, revizuirea conceptului de suveranitate a fost explicit formulată prin acordul „Responsabilitatea de a Proteja” adoptat de toate statele membre ale Organizației Națiunilor Unite. Dacă un stat nu își îndeplinește această responsabilitate, fie prin comiterea unor abuzuri masive, fie prin incapacitatea de a proteja cetățenii, atunci actori externi pot prelua această responsabilitate, în ciuda normelor anterioare care interziceau astfel de intervenții în suveranitatea unui stat.
Integrarea europeană reprezintă o a doua formă de schimbare post-război în normele suveranității, semnificând o schimbare semnificativă, având în vedere că statele membre nu mai sunt complet suverane. Anumiți teoreticieni, precum Jacques Maritain și Bertrand de Jouvenel, au contestat legitimitatea conceptelor anterioare de suveranitate, Maritain susținând chiar abandonarea completă a acestuia, argumentând că:
- Stă în calea dreptului internațional și a unui stat mondial,
- Conduce la centralism intern, nu pluralism,
- Obstrucționează conceptul democratic de responsabilitate.

Eforturile de a limita suveranitatea absolută s-au confruntat cu o rezistență considerabilă din partea mișcărilor suveraniste din mai multe țări, care cer „recâștigarea controlului” față de grupurile și acordurile de guvernanță transnațională, restabilind astfel normele de suveranitate anterioare celui de-al Doilea Război Mondial.

## Definiție și tipuri
„Poate că nu există nicio concepție al cărei înțeles să fie mai controversat decât cel al suveranității. Este un fapt incontestabil că, de la momentul în care această concepție a fost introdusă în știința politică și până în prezent, nu a avut niciodată un înțeles asupra căruia să existe un acord universal.”

### Absolutismul
Un factor esențial al suveranității este gradul său de absolutism. O putere suverană deține suveranitate absolută atunci când nu este restricționată de o constituție, de legile predecesorilor săi sau de cutumă, iar nicio sferă de lege sau politică nu este rezervată ca fiind în afacerea controlului său. Dreptul internațional, politicile și acțiunile statelor vecine, cooperarea și respectul populației, mijloacele de implementare a legii și resursele pentru punerea în aplicare a politicii pot reprezenta factori ce limitează suveranitatea. De exemplu, părinții nu au dreptul garantat de a decide asupra tuturor aspectelor educației copiilor lor, independent de reglementările sociale, iar municipiile nu beneficiază de jurisdicție nelimitată în probleme locale, astfel încât nici părinții, nici municipiile nu pot fi considerate suverane în sens absolut. Teoreticienii au avut păreri diferite cu privire la dorința de a spori acest absolutism. În contextul globalizării, suveranitatea statală este tot mai mult influențată de acorduri internaționale, lanțuri globale de aprovizionare, corporații multinaționale și guvernanță transnațională, forțe externe care limitează autoritatea tradițională a statului și care au reconfigurat noțiunea de suveranitate.

### Exclusivitate
Un element esențial al suveranității într-un sens legal este exclusivitatea jurisdicției, adică dreptul de a fi arbiterul suprem în toate disputele de pe teritoriul său. În mod specific, se referă la măsura în care deciziile luate de o entitate suverană pot fi contrazise de o altă autoritate. În această privință, sociologul german Max Weber a propus că suveranitatea reprezintă monopolul unei comunități asupra utilizării legitime a forței; astfel, orice grup care revendică dreptul de a aplica violența trebuie fie să fie subordonat autorității suverane, fie să fie considerat ilegitim, ori să fie contestat și înfrânt pentru ca suveranitatea să rămână autentică. Dreptul internațional, conflictele dintre ramurile guvernamentale și autoritățile rezervate entităților subordonate (precum statele federale sau republicile) pot constitui încălcări legale ale exclusivității. De asemenea, instituțiile sociale precum organizațiile religioase, corporațiile și partidele politice concurente pot reprezenta încălcări de facto ale exclusivității. În acest context, instituțiile supranaționale, cum ar fi Uniunea Europeană și Națiunile Unite, au un rol tot mai semnificativ, impunând reglementări care limitează autonomia statelor membre. Aceste entități contribuie la redefinirea suveranității, demonstrând faptul că, în multe cazuri, puterea unui stat nu este absolută, ci interdependentă cu obligațiile internaționale.
De asemenea, în urma adoptării principiului „Responsabilitatea de a Proteja” (R2P), suveranitatea statală a fost supusă unor noi limitări, în special în cazurile de genocid, crime de război și crize umanitare. În mod practic, acest concept permite intervenția externă în cazul în care un stat eșuează să protejeze drepturile fundamentale ale cetățenilor săi. Acest principiu a fost aplicat, de exemplu, în Libia în 2011, când comunitatea internațională a intervenit pentru a proteja populația de regimul dictatorului Muammar Gaddafi, chiar dacă aceasta a însemnat o încălcare a principiului non-intervenției. Astfel, în ciuda suveranității statale, se recunoaște dreptul comunității internaționale de a interveni în scopul protejării drepturilor fundamentale ale omului și prevenirea atrocităților.

### De jure și de facto
Suveranitatea de jure, sau legală, se referă la dreptul recunoscut oficial și instituțional de a exercita controlul asupra unui teritoriu. Pe de altă parte, suveranitatea de facto reflectă realitatea practică a exercițiului puterii suverane, chiar și în absența unui recunoașterii formale. Factori precum cooperarea și respectul populației, controlul resurselor dintr-o zonă sau transferate într-o zonă, mijloacele de aplicare a legii și securitatea, precum și capacitatea de a îndeplini funcțiile statului sunt indicii ale suveranității de facto. Când controlul este exercitat predominant prin forțe coercitive, cum ar fi forțele militare sau de poliție, aceasta este denumită suveranitate coercitivă. Într-o eră a globalizării, însă, suveranitatea de facto poate fi limitată considerabil de factori externi, inclusiv acorduri internaționale, reglementări economice globale și influențe externe. Lanțurile de aprovizionare globale și multinaționalele, care depășesc granițele naționale, subminează controlul tradițional al statului asupra afacerilor economice și politice, contribuind astfel la erodarea suveranității statelor tradiționale.

#### Suveranitatea și independența
Suveranitatea statului este adesea considerată sinonimă cu independența, însă diferența majoră între cele două concepte este că suveranitatea poate fi transferată ca drept legal, în timp ce independența nu poate fi cedată. Un stat poate obține independența de facto mult timp după ce a dobândit suveranitatea, așa cum s-a întâmplat în cazul Cambodgiei, Laosului și Vietnamului, care au obținut suveranitatea, dar au continuat să fie influențate semnificativ de puteri externe pentru o perioadă lungă de timp. În plus, independența poate fi suspendată atunci când o regiune devine subiectul unei ocupații, cum s-a întâmplat în Irak în urma invaziei din 2003. Deși Irak nu fusese anexat de nicio putere străină, suveranitatea sa a fost practic subminată, iar capacitatea de auto-guvernare a fost limitată. În mod similar, independența poate fi pierdută în totalitate atunci când suveranitatea devine obiectul unei dispute, așa cum s-a întâmplat cu statele baltice după ocupația sovietică, care și-au continuat existența în exil până în 1991, când și-au reînnoit independența pe baza continuității cu republicile pre-sovietice.
Un exemplu suplimentar al complexității suveranității apare atunci când regimul însăși este contestat. În Polonia, de exemplu, Republica Populară Poloneză, care a guvernat Polonia între 1945 și 1989, este acum considerată o entitate ilegală de administrația poloneză modernă. Statul polonez post-1989 revendică o continuitate directă cu a Doua Republică Poloneză, care s-a încheiat în 1939. În acest context, suveranitatea de facto a fost contestată și reinterpretată, iar noile structuri internaționale, cum ar fi Uniunea Europeană și ONU, joacă un rol tot mai important în influențarea autonomiei naționale. Aceste schimbări reflectă o erodare a suveranității naționale în favoarea unor norme internaționale și reglementări transnaționale care limitează puterea statului suveran.
De asemenea, suveranitatea poate fi obținută fără independență, exemplificată de Declarația de Suveranitate a Republicii Sovietice Federative Socialiste Ruse, care a făcut ca aceasta să devină o entitate suverană în cadrul URSS, dar fără a dobândi independența față de Uniunea Sovietică. Acest exemplu subliniază faptul că suveranitatea nu înseamnă întotdeauna autonomie completă, mai ales atunci când statul face parte dintr-o structură internațională sau regională care limitează autonomia sa. De asemenea, suveranitatea de facto poate fi subminată de acțiuni externe, așa cum se poate observa în cazul intervențiilor legale sau militaro-politice recunoscute internațional, cum ar fi cele legate de Responsabilitatea de a Proteja (R2P), invocate în conflictele din Libia și alte regiuni.
În cazul unor state autoproclamate, precum Kosovo sau Somaliland, guvernele nu răspund față de un stat mai mare și nici nu sunt supuse supravegherii unei autorități internaționale. Totuși, suveranitatea legală a acestor entități este contestată, iar conflictele legate de suveranitatea lor sunt strâns legate de tendințele naționaliste care militează pentru restabilirea suveranității absolute. Aceste conflicte subliniază că suveranitatea de facto poate fi disputată chiar și atunci când un stat sau teritoriu este recunoscut parțial pe plan internațional, iar contextul geopolitic continuu în schimbare joacă un rol semnificativ în determinarea nivelului de autonomie și independență al acestora.

### Suveranitatea internă
Suveranitatea internă reprezintă relația dintre puterea suverană și comunitatea politică. O preocupare centrală este legitimitatea: prin ce drept un guvern exercită autoritatea? Reivindicările de legitimitate pot face referire la dreptul divin al regilor sau la un contract social (adică suveranitatea populară). Max Weber a propus o primă clasificare a autorității politice și legitimității, distingând categoriile tradițională, charismatică și legal-rațională.
„Suveranitatea” se referă la autoritatea supremă și independentă asupra unui teritoriu sau stat, în timp ce „suveranitatea internă” se concentrează pe controlul asupra afacerilor interne ale statului și localizarea puterii supreme în interiorul acestuia. Un stat care deține suveranitate internă este unul cu un guvern ales de popor, care beneficiază de legitimitatea acestuia. Suveranitatea internă analizează modul în care un stat își reglementează afacerile interne și cum își exercită autoritatea. Este esențial ca suveranitatea internă să fie solidă pentru a menține ordinea și pacea. Când suveranitatea internă este slabă, organizațiile de rebeliune pot submina autoritatea statului și pot perturba stabilitatea socială. O autoritate puternică permite menținerea acordurilor și aplicarea sancțiunilor pentru încălcarea legii. Capacitatea liderilor de a preveni încălcările legii este o variabilă cheie în menținerea unei suveranități interne eficiente. Absența acesteia poate duce la conflicte, fie prin subminarea valorii acordurilor prin permiterea încălcărilor costisitoare, fie prin necesitatea unor resurse financiare imense pentru implementare, ceea ce face ca războiul să devină mai ieftin decât pacea. Liderii trebuie să se asigure că membrii lor, în special forțele armate, poliția și paramilitarii, respectă acordurile stabilite. O suveranitate internă puternică permite unui stat să descurajeze grupurile de opoziție prin negocieri și compromisuri. Deși afacerile interne ale unui stat sunt legate de nivelul de suveranitate internă, dezbaterea privind cine ar trebui să dețină autoritatea supremă într-un stat suveran rămâne deschisă.
Această dezbatere este cunoscută sub numele de „doctrina tradițională a suveranității publice”. Disputa se axează pe diferențele dintre suveranul intern și autoritatea suveranității publice. Un suveran intern este un corp politic care deține autoritatea supremă, finală și independentă; ale cărui decizii sunt obligatorii pentru toți cetățenii, grupurile și instituțiile din societate. Gânditorii timpurii considerau că suveranitatea ar trebui să fie concentrată într-o singură persoană, monarhul, întrucât acest lucru ar asigura indivizibilitatea suveranității, exprimată printr-o voce unică și autoritară. Un exemplu clasic al unui suveran intern este Ludovic al XIV-lea al Franței, care a afirmat „L'État, c'est moi” („Statul sunt eu”). Pe de altă parte, Jean-Jacques Rousseau a respins domnia monarhică, favorizând suveranitatea publică, care presupune că autoritatea supremă este încredințată poporului și exprimată prin voința generală. În acest cadru, puterea politică este exercitată de cetățeni, iar scopul central al autorității este binele comun al acestora. Conceptul de suveranitate publică a stat la baza teoriei democratice moderne.

#### Suveranitatea internă în contextul modern
În cadrul sistemelor guvernamentale moderne, suveranitatea internă se regăsește în mod obișnuit în statele care aplică suveranitatea publică și este rar întâlnită într-un stat condus de un suveran intern. Un exemplu semnificativ de guvernare diferită este sistemul parlamentar din Regatul Unit. John Austin susținea că suveranitatea în Regatul Unit nu este deținută nici de Coroană, nici de popor, ci de „Regina în Parlament”. Aceasta constituie originile doctrinei suveranității parlamentare, considerată fundamentul constituției britanice. Conform principiilor suveranității parlamentare, controlul majoritar poate accesa autoritate constituțională nelimitată, generând ceea ce unii teoreticieni au numit „dictatură electivă” sau „autocrație modernă”. Suveranitatea publică în guvernele moderne este mult mai frecvent întâlnită, cu exemple precum Statele Unite, Canada, Australia și India, unde guvernele sunt structurate pe mai multe nivele, iar autoritatea supremă este deținută de popor, iar puterea politică este exercitată prin reprezentanți aleși democratic.

### Suveranitatea externă
Suveranitatea externă se referă la relația dintre puterea suverană a unui stat și alte state. De exemplu, Regatul Unit utilizează următorul criteriu atunci când decide în ce condiții alte state recunosc o entitate politică ca având suveranitate asupra unui teritoriu.
"Suveranitate." Un guvern care exercită control administrativ de facto asupra unei țări și care nu este subordonat niciunui alt guvern din acea țară sau unui stat suveran străin.
Suveranitatea externă este strâns legată de chestiuni de drept internațional – de exemplu, când și în ce condiții poate fi permisă intervenția unui stat pe teritoriul altuia?
După Războiul de Treizeci de Ani, un conflict religios major în Europa, Pacea Westfalică din 1648 a consacrat noțiunea de suveranitate teritorială ca principiu fundamental al neingerinței în afacerile interne ale altor state, concept cunoscut sub denumirea de suveranitate westfalică. Acesta a fost un rezultat natural al principiului mai vechi cuius regio, eius religio (A cui țara, a aceluia religia), care a limitat capacitatea Bisericii Romano-Catolice de a interveni în afacerile interne ale statelor europene. Totuși, este un mit că Tratele de la Westfalia au creat un nou sistem european de state suverane egale.
În dreptul internațional, suveranitatea înseamnă că un guvern deține controlul suprem asupra afacerilor interne dintr-o zonă teritorială sau geografică definită. Determinarea dacă o entitate este suverană nu este întotdeauna o știință exactă, ci adesea o chestiune de dispută diplomatică. În mod obișnuit, se presupune că suveranitatea de jure și de facto revin aceleași autorități într-un anumit loc și timp. Guvernele străine aplică diferite criterii și considerații politice atunci când decid dacă să recunoască sau nu suveranitatea unui stat asupra unui teritoriu. Admiterea unui stat în Organizația Națiunilor Unite presupune că "[a]dmisia unui stat ca membru al Organizației Națiunilor Unite va fi decisă de Adunarea Generală, pe baza recomandării Consiliului de Securitate."
Suveranitatea poate fi recunoscută chiar și atunci când autoritatea suverană nu deține teritoriu sau când teritoriul său este sub ocupație parțială sau totală de către o altă putere. Un exemplu notabil este Sfântul Scaun, care s-a aflat într-o astfel de situație între anexarea Statelor Papale de către Italia în 1870 și semnarea Tratatelor de la Lateran în 1929. În acea perioadă de 59 de ani, Sfântul Scaun a fost recunoscut ca suveran de multe state (majoritatea romano-catolice), deși nu deținea teritoriu. Aceasta a fost o situație rezolvată doar atunci când Tratatele de la Lateran au acordat suveranitate asupra Vaticanului. Un alt exemplu sui generis este Ordinul Suveran al Cavalerilor din Malta, a treia entitate suverană pe teritoriul italian (după San Marino și Vatican) și a doua în capitala italiană. Deși nu mai deține teritoriu propriu în sensul convențional, Ordinul continuă să fie recunoscut de peste 100 de state și are statut de observator la ONU.
Guvernele în exil ale multor state europene (precum Norvegia, Olanda sau Cehoslovacia) în timpul celui de-al Doilea Război Mondial au fost considerate suverane, chiar dacă teritoriile lor erau sub ocupație străină. După încheierea ocupației, guvernările lor au fost reluate. O situație similară a fost și cazul guvernului din Kuweit în perioada ocupației irakiene din 1990-1991. Un exemplu relevant este Republica China (ROC), care a fost recunoscută ca suverană asupra Chinei între 1911 și 1971, în ciuda victoriei comuniștilor în războiul civil chinez din 1949 și a retragerii ROC în Taiwan. ROC a reprezentat China la ONU până în 1971, când Republica Populară Chineză a obținut locul permanent în Organizația Națiunilor Unite.(p228)
Un exemplu modern de dispută privind suveranitatea este Taiwanul, care continuă să fie un subiect de dispută între Republica Populară Chineză și Taiwan. Deși Taiwan îndeplinește majoritatea criteriilor unui stat suveran, inclusiv guvernare, teritoriu și recunoaștere internă, nu este recunoscut de majoritatea statelor membre ale ONU din cauza presiunilor diplomatice din partea Chinei. O altă dispută notabilă este cazul Crimeei, care a fost anexată de Rusia în 2014, acțiune care nu a fost recunoscută internațional și care a dus la sancțiuni economice severe și politici internaționale controversate.
Comitetul Internațional al Crucii Roșii este adesea confundat cu o entitate suverană. Deși beneficiază de privilegii și imunități legale în multe țări, precum Belgia, Franța, Elveția, Australia, Rusia, Coreea de Sud, Africa de Sud și Statele Unite, și în curând în Irlanda, acesta este o organizație privată guvernată de legislația elvețiană.

### Suveranitate împărțită și combinată
Așa cum funcția de șef al statului poate fi exercitată în comun de mai multe persoane într-un stat, suveranitatea asupra unui teritoriu politic unic poate fi împărțită între două sau mai multe puteri consimțitoare, sub forma unui condominium.
De asemenea, statele membre ale organizațiilor internaționale pot să se oblige voluntar, prin tratate, față de o organizație supranațională, cum ar fi o uniune continentală. În cazul statelor membre ale Uniunii Europene, acest concept este denumit „suveranitate combinată”. Astfel, statele membre ale UE acceptă să împărtășească anumite aspecte ale suveranității lor în domenii precum comerțul, politica de mediu și relațiile externe, în timp ce păstrează controlul asupra altor domenii, cum ar fi apărarea, educația sau sănătatea. Acest mecanism permite elaborarea unor politici comune care reflectă interesele colective ale statelor membre, fără ca acestea să-și piardă complet suveranitatea națională. În acest mod, suveranitatea nu este complet transferată, ci mai degrabă partajată între națiuni, în funcție de domeniul de competență.
Un alt exemplu de suveranitate împărțită și combinată este Actul de Unire din 1707, care a creat statul unitar cunoscut acum sub numele de Regatul Unit. Aceasta a fost o uniune economică completă, ceea ce însemna alinierea sistemelor de monedă, fiscalitate și reglementări comerciale ale Scoției și Angliei. Cu toate acestea, Scoția și Anglia nu au renunțat complet la suveranitatea lor guvernamentală; fiecare a păstrat multe dintre trăsăturile și caracteristicile instituționale specifice, în special în domeniul legislației, religiei și educației. În 2012, Guvernul Scoțian, creat în 1998 prin devoluție în cadrul Regatului Unit, a negociat condițiile cu Guvernul Regatului Unit pentru referendumul privind independența Scoției din 2014, care a dus la decizia poporului scoțian de a continua partajarea suveranității sale cu restul Regatului Unit.

### State-națiune
O comunitate de oameni care revendică dreptul de autodeterminare pe baza unei etnii, istorii și culturi comune poate încerca să stabilească suveranitatea asupra unei regiuni, formând astfel un stat-națiune. Aceste națiuni sunt uneori recunoscute ca teritorii autonome, mai degrabă decât ca state complet suverane și independente. În politica modernă, termenul de „state-națiune” nu se referă doar la o unitate politică și teritorială, ci și la procesele de „construire a națiunii” din regiunile fostelor imperii sau fostele coloniile care aspiră la autodeterminare.

### Federații
Într-un sistem de guvernare federal, suveranitatea se referă și la puterile pe care un stat component sau o republică le deține independent de guvernul național. Într-o confederație, entitățile componente păstrează dreptul de a se retrage din uniune, iar aceasta este adesea mai temporară decât o federație. O federație presupune un guvern central cu autoritate suverană asupra anumitor domenii, în timp ce confederația, prin natura sa, lasă puterea de decizie și suveranitatea la nivelul statelor membre, care își păstrează o mare autonomie. În acest context, suveranitatea este împărțită și poate fi „pooled” (concentrată în comun) în funcție de acordurile făcute între entitățile componente.
Interpretările diferite ale suveranității statale în Statele Unite ale Americii, în contextul extinderii sclaviei și al legilor privind sclavii fugari, au dus la izbucnirea Războiului Civil American. În funcție de problema abordată, atât statele din nord, cât și cele din sud își justificau pozițiile politice apelând la suveranitatea statală. Temându-se că sclavia ar putea fi amenințată de rezultatele alegerilor prezidențiale din 1860, unsprezece state sclavagiste și-au declarat independența față de Uniunea federală și au format o nouă confederație. Guvernul Statelor Unite a respins secesiunea ca fiind o rebeliune, susținând că retragerea unui stat din Uniune era neconstituțională, întrucât statele făceau parte dintr-o federație indisolubilă, în Uniune Perpetuă. Problema suveranității statale în contextul Războiului Civil rămâne un subiect de dezbatere în politica și dreptul american, în special în privința echilibrului de putere între guvernul federal și statele componente, un subiect care a fost influențat de deciziile Curții Supreme.

### Suveranitatea versus ocupația militară
În situațiile legate de război sau care au rezultat din război, majoritatea cercetătorilor moderni încă nu fac distincția între deținerea suveranității și exercitarea ocupației militare.
În ceea ce privește ocupația militară, dreptul internațional stabilește limitele puterii ocupantului. Ocupația nu desființează suveranitatea statului ocupat, deși, pe termen scurt, ocupantul poate exercita autoritatea supremă de guvernare asupra teritoriului ocupat. Totuși, acest control nu transferă suveranitatea asupra regiunii și nu implică nicio anexare sau integrare a teritoriului în structura politică a ocupantului. Constituția și legile ocupantului nu se aplică de drept asupra teritoriului ocupat, iar autoritatea ocupantului se exercită temporar și limitat, doar în scopuri administrative și de menținere a ordinii.
Acest concept al ocupației militare a fost fundamentat de lucrările „Despre dreptul păcii și războiului” (1625) ale lui Hugo Grotius și „Dreptul națiunilor” (1758) ale lui Emmerich de Vattel. Reglementările internaționale obligatorii privind conduita ocupației militare au fost codificate mai detaliat în Convenția de la Haga din 1907 (și reglementările însoțitoare ale Haga), stabilind norme clare pentru protecția teritoriilor ocupate și pentru prevenirea abuzurilor.
Un exemplu notabil de ocupație militară, care ilustrează aplicarea acestor norme, este situația Germaniei după Al Doilea Război Mondial, când teritoriul a fost împărțit și ocupat de aliați. Această situație a fost reglementată de acorduri internaționale care au avut în vedere protejarea suveranității Germaniei, dar și stabilirea unui control temporar de către puterile ocupante. În 1946, Tribunalul Militar Internațional de la Nürnberg a afirmat cu privire la Convenția de la Haga privind războiul pe uscat din 1907: „Regulile războiului pe uscat exprimate în Convenție reprezentau, fără îndoială, un progres față de dreptul internațional existent la momentul adoptării lor... dar până în 1939 aceste reguli... erau recunoscute de toate națiunile civilizate și erau considerate drept declarative ale legilor și obiceiurilor războiului.”

## Dobândirea Suveranității
Mai multe moduri de dobândire a suveranității sunt recunoscute, fie în prezent, fie în istorie, în dreptul internațional ca metode legale prin care un stat poate dobândi suveranitatea asupra unui teritoriu extern. Clasificarea acestor moduri provine inițial din dreptul roman al proprietății și din secolele XV și XVI, odată cu dezvoltarea dreptului internațional. Aceste moduri sunt:
- Cesiunea – transferul unui teritoriu de la un stat la altul, de obicei prin tratat. Un exemplu semnificativ este Achiziția Louisianei din 1803, când Franța a cedat acest teritoriu Statelor Unite.
- Ocuparea – dobândirea unui teritoriu care nu aparține niciunui stat (sau terra nullius). De exemplu, unele insule nelocuite din Pacific au fost revendicate de diverse state.
- Prescripția – controlul efectiv asupra unui teritoriu al unui stat care nu se opune acestui control. Un exemplu clasic ar fi pretențiile teritoriale de lungă durată asupra unor regiuni aflate sub control tacit, dar fără dispută formală.
- Operațiunile naturale – dobândirea unui teritoriu prin procese naturale, precum accrecția râurilor sau vulcanismul. De exemplu, delta râului Mississippi este un caz de extindere a teritoriului datorită depunerii sedimentelor de către apă.
- Crearea – procesul prin care pământul este (re)capturat din mare, cum ar fi în Olanda, unde proiectele de reclamare a terenurilor din Marea Nordului sunt un exemplu notabil.
- Adjudecarea – procesul prin care o instanță de drept internațional decide asupra unui litigiu teritorial între state. De exemplu, soluțiile date de Curtea Internațională de Justiție în disputele teritoriale.
- Conquista – procesul de cucerire a unui teritoriu prin forță militară. Cu toate acestea, acest mod este în general desuet și nu este recunoscut ca metodă legală de dobândire a suveranității, având în vedere interdicțiile instituite de dreptul internațional modern, în special prin Carta Națiunilor Unite din 1945.

| Spațiu extraatmosferic (inclusiv orbitele Pământului; Luna și alte corpuri cerești, precum și orbitele acestora) |                             |                                          |                                      |                                     |                                           |                                      |                                         |
| Spațiu aerian național                                                                                           | Spațiu aerian național      | Spațiul aerian asupra apelor teritoriale | Spațiul aerian asupra zonei contigue | Spațiu aerian internațional         | Spațiu aerian internațional               | Spațiu aerian internațional          | Spațiu aerian internațional             |
| Suprafața teritoriului terestru                                                                                  | Suprafața apelor interioare | Suprafața apelor teritoriale             | Suprafața zonei contigue             | Suprafața zonei economice exclusive | Suprafața apelor internaționale           | Suprafața apelor internaționale      | Suprafața apelor internaționale         |
| Ape interioare                                                                                                   | Ape interioare              | Ape teritoriale                          | Zonă economică exclusivă             | Zonă economică exclusivă            | Ape internaționale                        | Ape internaționale                   | Ape internaționale                      |
| Teritoriu terestru subteran                                                                                      | Teritoriu terestru subteran | Suprafața platformei continentale        | Suprafața platformei continentale    | Suprafața platformei continentale   | Suprafața platformei continentale extinse |                                      | Suprafața fundului mării internaționale |
| Teritoriu terestru subteran                                                                                      | Teritoriu terestru subteran | Platforma continentală subterană         | Platforma continentală subterană     | Platforma continentală subterană    | Platforma continentală extinsă subterană  | Fundul mării internaționale subteran |                                         |
| |                             |                                          |                                      |                                     |                                           |                                      |                                         |
| |                             |                                          |                                      |                                     |                                           |                                      |                                         |

     Jurisdicție națională și suveranitate completă
     Restricții asupra jurisdicției naționale și suveranității
     Jurisdicție internațională per patrimoniu comun al umanității

## Justificări
Există opinii foarte diferite privind baza morală a suveranității. O polaritate fundamentală este între teorii care afirmă că suveranitatea este învestită direct în suveran prin drept divin sau natural și teorii care afirmă că aceasta provine de la popor. În cel de-al doilea caz, există o altă împărțire a celor care afirmă că poporul își transferă suveranitatea suveranului (Hobbes) și cei care afirmă că poporul își păstrează suveranitatea (Rousseau).
În timpul perioadei scurte a monarhiilor absolute din Europa, dreptul divin al regilor era o importantă justificare concurențială pentru exercitarea suveranității. Mandatul ceresc avea implicații similare în China pentru justificarea domniei împăratului, însă, la sfârșitul secolului al XIX-lea, a fost în mare parte înlocuit de conceptele de suveranitate de tip occidental.
O republică este o formă de guvernare în care poporul, sau o parte semnificativă a acestuia, își păstrează suveranitatea asupra guvernului și unde birourile de stat nu sunt acordate prin moștenire. O definiție comună modernă a unei republici este un guvern care are un șef de stat care nu este un monarh.
Democrația se bazează pe conceptul de suveranitate populară. Într-o democrație directă, cetățenii au un rol activ în formularea și adoptarea deciziilor politice. Democrația reprezentativă permite transferul exercițiului suveranității de la popor către un corp legislativ sau un executiv (sau o combinație a acestora, incluzând legislația, executivul și puterea judiciară). Multe democrații reprezentative oferă forme limitate de democrație directă prin referendum, inițiativă și revocare.
Suveranitatea parlamentară se referă la o democrație reprezentativă în care parlamentul este în cele din urmă suveran și nu puterea executivă, nici sistemul judiciar.

## Viziuni asupra suveranității
Suveranitatea reprezintă un concept fundamental în teoriile politice, fiind subiectul unor dezbateri profunde de-a lungul istoriei. Diverse școli de gândire l-au interpretat în moduri diferite, reflectând schimbările ideologice și contextuale. Mai jos sunt prezentate principalele viziuni asupra acestui concept:
- Liberalii clasici, precum John Stuart Mill, consideră că fiecare individ este suveran.
- Realistii privesc suveranitatea ca fiind inviolabilă și garantată statelor-națiune legitime. [citation needed]
- Raționaliștii împărtășesc o viziune similară cu cea a realistilor, însă susțin că suveranitatea unui stat poate fi încălcată în circumstanțe extreme, cum ar fi abuzurile asupra drepturilor omului. [citation needed]
- Internaționaliștii consideră suveranitatea ca fiind depășită și un obstacol inutil în realizarea păcii, conform convingerii lor într-o comunitate globală. Ei argumentează că, în lumina abuzurilor de putere comise de state suverane, precum Germania lui Hitler sau Uniunea Sovietică a lui Stalin, oamenii nu sunt întotdeauna protejați de statul al cărui cetățeni sunt, iar respectul față de suveranitatea statală, pe care se bazează Carta ONU, constituie un obstacol în calea intervenției umanitare.[76]
- Anarhiștii și unii libertarieni contestă suveranitatea statelor și guvernelor. Anarhiștii susțin adesea o formă de suveranitate individuală, cum ar fi Anarhul ca individ suveran. De exemplu, Salvador Dalí vorbea despre „anarho-monarhism” (într-un mod caracteristic umoristic); Antonin Artaud despre „Eliogabal: Sau, Anarhul Coroana”; Max Stirner despre „Egoul și proprietatea sa”; Georges Bataille și Jacques Derrida discutau despre un concept de „antisuveranitate”. Prin urmare, anarhiștii adoptă o viziune clasică a individului ca suveran asupra propriei persoane, formând astfel baza conștiinței politice. Conștiința unificată reprezintă suveranitatea asupra propriului corp, așa cum a demonstrat Nietzsche (vezi și cartea lui Pierre Klossowski despre Nietzsche și Cercul Vicios).
- Imperialiștii susțin că suveranitatea aparține acelora care au puterea de a impune voința lor, prin forță sau amenințare cu forța, asupra populațiilor altor state cu voință politică sau militară mai slabă. Ei neagă astfel suveranitatea individului, acordând prioritate binelui colectiv sau dreptului divin.

Potrivit lui Matteo Laruffa, „suveranitatea rezidă în fiecare acțiune publică și politică, ca exercițiu al puterilor executive de către instituții deschise participării cetățenilor la procesele decizionale”.